# 알렉산드루 이오안 쿠자 대학교

알렉산드루 이오안 쿠자 대학교(영어: Alexandru Ioan Cuza University, 루마니아어: Universitatea "Alexandru Ioan Cuza", 약어: UAIC)는 루마니아 이아시(Iaşi)에 위치한 공립 대학이다. 1860년 알렉산드루 이오안 쿠자 왕자의 법령에 의해 설립되었으며, 이전 아카데미아 미하일레아나(Academia Mihăileană)는 이사이 대학교(University of Iaşi)로 전환되었다. 이아시 대학교는 처음에 명명된 대로 루마니아에서 가장 오래된 대학 중 하나이며, 고급 연구 및 교육 기관 중 하나이다. 대학 컨소시엄(Universitaria Consortium, 루마니아 엘리트 그룹)에 속한 5개 대학 중 하나이다.
알렉산드루 이오안 쿠자 대학교는 루마니아어, 영어, 프랑스어로 학습 프로그램을 제공한다. 2008년에는 상하이 기준에 따라 집계된 전국 연구 순위에서 3년 연속 1위를 차지했다.
이 대학은 코임브라 그룹(CG), 위트레흐트 네트워크, 유럽 대학 협회(EUA), 국제 대학 협회(IAU), 프랑코포니 대학교 에이전시(University Agency of Francophony, AUF), 프랑스어권 대학 네트워크(RUFAC) 등 가장 중요한 대학 네트워크 및 협회 소속이다.

## 같이 보기
- 위트레흐트 네트워크